# Synagoge von Sidon

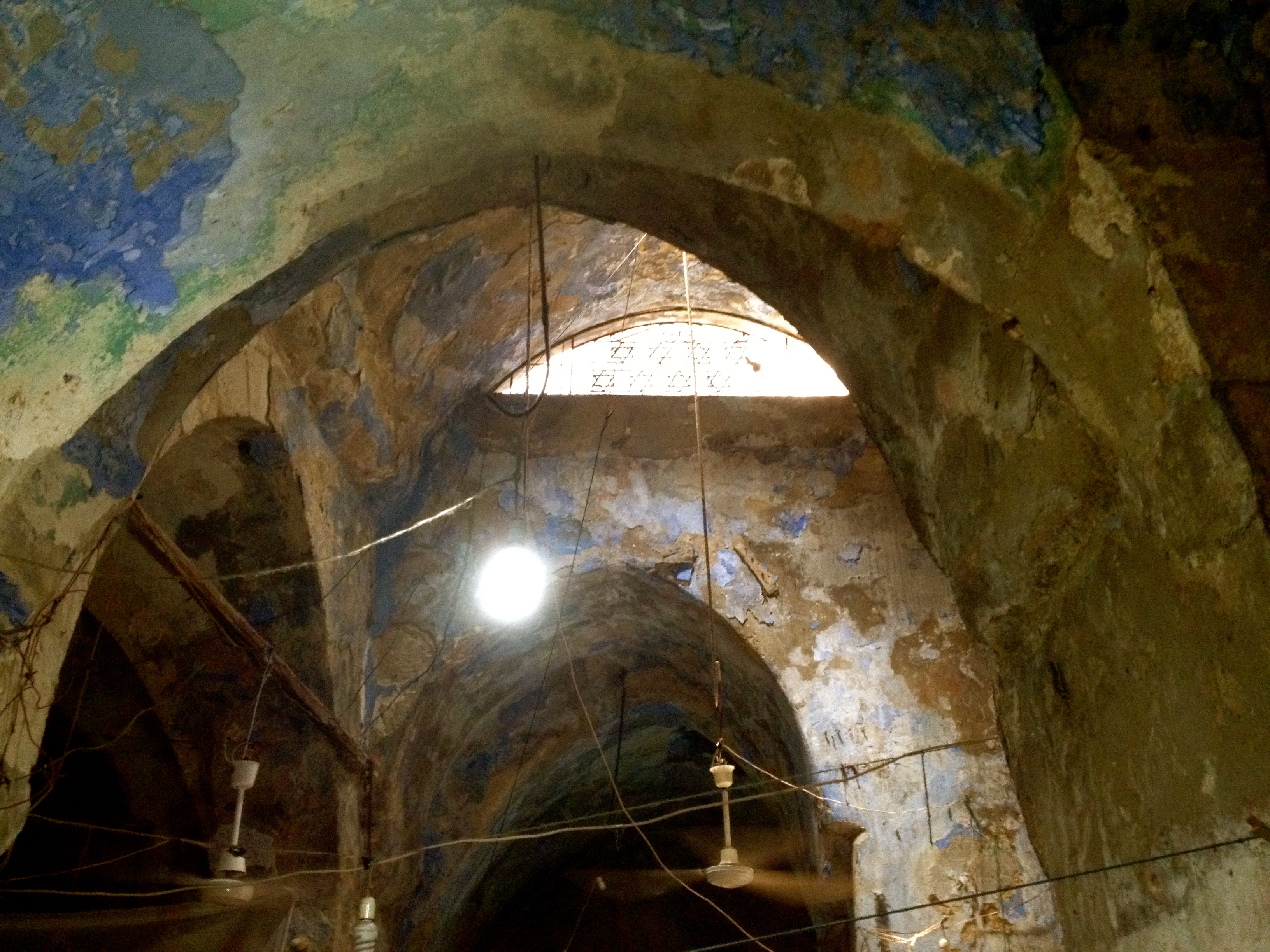
Heutiger Zustand der Synagoge

Die Synagoge von Sidon (hebräisch בית הכנסת צידון, arabisch كنيس صيدا) ist eine der ältesten Synagogen der Welt. Sie befindet sich in der Altstadt von Sidon im Libanon, und zwar im Judenviertel, der als ḥārat al-yahūd (حارة اليهود) bekannt ist. Trotz ihrer relativ bescheidenen Größe wird sie zusammen mit der 1925 errichteten Magen-Abraham-Synagoge in Beirut zu den beiden Hauptsynagogen des Libanon gezählt.
Der heute noch existierende Synagogenbau wurde im Jahre 833 errichtet, jedoch wird angenommen, dass sie auf den Resten einer älteren Synagoge aus der Zeit der Zerstörung der Zweiten Tempels im Jahre 66 n. Chr. errichtet wurde. Jesus soll in dieser Synagoge und dessen Umgebung gepredigt haben, wie in der Bibel (Mt 15,21  und Mk 7,24 ) beschrieben wird.
Nachdem zahlreiche einheimische Juden den Libanon ab Beginn des Bürgerkrieges 1975 verließen, verfiel auch die Synagoge von Sidon.
Die Synagoge war sephardisch und ist nicht mehr genutzt. Im April 2012 wurden erstmals nach jahrzehntelangem Leerstand von zwei Rabbinern der weltweiten Bewegung Neturei Karta, die an einem Marsch für den Tag des Bodens teilnahmen, in der Synagoge von Sidon Gebete abgehalten.